# Société sportive Jeanne d'Arc
 (décembre 2022).
Si vous disposez d'ouvrages ou d'articles de référence ou si vous connaissez des sites web de qualité traitant du thème abordé ici, merci de compléter l'article en donnant les références utiles à sa vérifiabilité et en les liant à la section « Notes et références ».
Maillots
La Société Sportive La Jeanne d'Arc est un club de football réunionnais basé au Port. Elle est fondée en janvier 1926. C'est l'un des plus anciens clubs de football à la Réunion encore en activité.

## Histoire

### Fondation en 1926
La Société sportive La Jeanne d'Arc est née en janvier 1926 de la fusion entre  « la Portoise » et « la Parisienne ». Le nom de « Jeanne d'Arc » a été choisi en lien avec l'église Jeanne-d'Arc et le bateau du même nom. Elle porte les couleurs mauve et short blanc. La présidence est assurée à cette époque par Émilien Derimer et on notera les noms de quelques joueurs comme Barbe Alberti, Dérimer Camille et Jules Rangama.

### La Jeanne dans les années 1930 et 1940
Au cours des années 1930, l'équipe dispute régulièrement des matchs amicaux face aux équipages de navires stationnés au Port. Le seul problème était que le terrain de jeu n'était pas homologué car jugé trop sablonneux. Le 4 octobre 1933, le bureau du club est renouvelé et c'est Auguste Pignolet qui est chargé de la présidence. Après la guerre et la départementalisation en 1946, la Réunion n'a toujours pas de championnat de football et les Portois se content de matchs amicaux.

### Les débuts dans les années 1950
Dans les années 1950, un mini-championnat au Port est organisé avec l'Indépendante, la Jeanne et la Réunion. Le recrutement des mauves cette année-là était basé sur le recrutement d'ouvriers du port et du chemin de fer ainsi que des dockers. De nombreux joueurs du club tels que les frères Murcy, Anicet et Iniéva intègrent la sélection de la Réunion. Le stade ou la Jeanne recevait ces matchs à l'actuelle place Pierre-Semard. En 1951, le club du Port affronte des équipes mauriciennes en tournée à la Réunion. Cette même saison elle affronte en finale du championnat de première division la Patriote. Menant 1-0 en première mi-temps, la Jeanne d'Arc subit la pression des Dyonisiens et finit par céder en s'inclinant 3-1. L'année suivante, le club de la cité maritime remporte son premier championnat de la Réunion. De 1955 à 1962, Max Desventes, président du club, prend en charge une équipe assez jeune issue des « réserves » et des « juniors ».

### Le tournant en 1960
Dans les années 1960, l'Indépendante et la Réunion disparaissent, seule la Jeanne d'Arc continue d'exister. Touché par le sérieux et les enjeux économiques réunionnais, le football local se restructure et surtout sera marqué par les bons résultats du club. 1960 sera l'année ou la Jeanne d'Arc remporte la Coupe de la Réunion en battant en finale la JS Saint-Pierroise 2-1. Deux ans plus tard, c'est André Gonthier qui est président de la Jeanne qui connaît alors de mauvais résultats. Malgré tout il restera 25 ans à la tête du club. À partir de 1966, le stade Georges Lambrakis devient le stade principal des Portois. Entre 1960 et 1972, les mauves seront souvent finalistes ou vainqueurs en coupe de la Réunion.

### La stabilité à partir des années 1990
Au début des années 1990, la Jeanne d'Arc retrouve une place honorable dans le championnat de D1P, évitant entre autres la surenchère et les recrutements disproportionnés. Elle mise plutôt sur la valorisation des jeunes. En 1992, le président de l'époque Mickaël Rosalie et ses dirigeants travaillent main dans la main pour emmener au plus haut les Portois. C'est aussi dans cette décennie qu'on verra éclore les frères Elcaman John en 1995 et Roberto en 2001. L'année 1999 restera une des plus belles histoire du club, les hommes de Daniel Lafosse et d'Hoddie Guidon remportent la Coupe Régionale de France face à l'USST sur un but de Salomon Kéhi (88è) qui libère les Portois dans les dernières minutes de jeu.

### Les années 2000
L'évènement marquant des années 2000, restera le magnifique parcours en coupe de France en 2008-2009 avec un doublé de Jeremy Fétissoi en finale face à l’AS ST Louisienne au Stade de l’Est au cours de laquelle le club atteint les 32e de finale face au Tours FC d’Olivier Giroud (perdu 7-1). C'est le deuxième club réunionnais à connaître ce stade de la compétition après la Saint-Louisienne en 1995. En 2010, la Jeanne connaîtra en fin de saison la relégation mais remonte en D1P la saison suivante.

## Palmarès
- Championnat de La Réunion de football
  - Champion de D1P : 1952
  - Champion de D2R : 2011
- Coupe Régionale de France
  - Vainqueur : 1999, 2008, 2018
- Coupe de La Réunion de football
  - Vainqueur : 1958, 1960, 1952, 2001
- Trophée des Champions de la Réunion de football
  - Vainqueur : 2010
- Coupe de France de football
  - Atteint les 32es de finale face au Tours FC (L2) de l'édition 2008-2009
  - Atteint le 7e tour face à Besançon FC en 2018

## Présidents
- Judex Jard[2]